# Kanurennsport-Europameisterschaften 1936
Die Kanurennsport-Europameisterschaften 1936 fanden in Duisburg in Deutschland statt. Es waren die 3. Europameisterschaften, Ausrichter war der Internationale Kanuverband.

## Ergebnisse
Der Kanurennsport feierte im selben Jahr sein Debüt bei den Olympischen Sommerspielen in Berlin. Daher wurden bei den Europameisterschaften nur nichtolympische Bootsklassen ausgetragen. Es fanden daher nur zwei Wettbewerbe statt.

### Herren

#### Kajak
| Disziplin | Disziplin  | Gold                                                                       | Leistung   | Silber                                                                           | Leistung   | Bronze                                                                  | Leistung   |
| --------- | ---------- | -------------------------------------------------------------------------- | ---------- | -------------------------------------------------------------------------------- | ---------- | ----------------------------------------------------------------------- | ---------- |
| K4        | 1000 Meter | Deutsches ReichWalter Burmester Hans Modder Friedel Gladbach Ludwig Landen | 3:52,4 min | Deutsches ReichHeinrich Brüggemann Heinrich Fritzmeier Hannes Schartz Ernst Kube | 3:55,2 min | ÖsterreichAnton Dorfner Gregor Hradetzky Viktor Kalisch Karl Steinhuber | 3:58,6 min |

### Frauen

#### Kajak
| Disziplin | Disziplin | Gold            | Leistung   | Silber        | Leistung   | Bronze        | Leistung   |
| --------- | --------- | --------------- | ---------- | ------------- | ---------- | ------------- | ---------- |
| K1        | 600 Meter | Marta Pavlisová | 3:13,4 min | Grete Erlwein | 3:16,5 min | Anni Moskolev | 3:17,4 min |

## Medaillenspiegel
| Platz  | Land             | Gold | Silber | Bronze | Gesamt |
| ------ | ---------------- | ---- | ------ | ------ | ------ |
| 1      | Deutsches Reich  | 1    | 2      | 0      | 3      |
| 2      | Tschechoslowakei | 1    | 0      | 0      | 1      |
| 3      | Österreich       | 0    | 0      | 2      | 2      |
| Gesamt |                  | 2    | 2      | 2      | 6      |